# Attica (Town, New York)
Attica ist eine Town im Wyoming County im Bundesstaat New York der Vereinigten Staaten. Das U.S. Census Bureau hat bei der Volkszählung 2020 eine Einwohnerzahl von 5.790 ermittelt. Südlich der gleichnamigen Ortschaft Attica befinden sich die Attica Correctional Facility und die Wyoming Correctional Facility.

## Lage
Attica liegt im Norden des Wyoming County und grenzt an das Genesee County. Die Stadt Batavia ist knapp 17 Kilometer Luftlinie und die Großstadt Buffalo knapp 50 Kilometer Luftlinie entfernt. Neben dem gleichnamigen Village of Attica gehören außerdem noch die Weiler Attica Center und Vernal Corners zur Stadt. Das Village of Attica liegt teilweise im Genesee County und gehört dort zur Stadt Alexander. Der Tonawanda Creek fließt durch die Stadt.
Die New York State Route 98 verläuft in Nord-Süd-Richtung durch die Stadt und kreuzt sich im Stadtkern mit den NY-Routes 238 und 354. Einige Kilometer nördlich von Attica verläuft der U.S. Highway 20. Der Interstate 90 (New York State Thruway) ist knapp 20 Kilometer von der Stadt entfernt.

## Geschichte
Attica wurde im Jahr 1811 aus Teilen der Town of Sheldon gebildet. Fünf Jahre später wurde aus einem Teil Atticas wiederum die Stadt Orangeville gegründet. Im Jahr 1837 wurde Attica zur „Town“ erhoben.

## Demografie
Bei der Volkszählung im Jahr 2000 hatte Attica 6028 Einwohner, die sich auf 1497 Haushalte und 1053 Familien verteilten. 72,79 % der Einwohner waren Weiße, 21,07 % Afroamerikaner, 0,33 % Asiaten, 0,33 % amerikanische Ureinwohner, 5,18 % anderer Abstammung und 0,3 % gehörten zwei oder mehr Gruppen an. Hispanics und Latinos machten einen Anteil von 9,16 % an der gesamten Bevölkerung aus.
Von den 10.814 Haushalten hatten 33,9 % Kinder unter 18 Jahren, die mit ihnen wohnten, 56,5 % waren verheiratete Paare. Im Jahr 2000 waren 16,8 % der Einwohner des Townships jünger als 18 Jahre, 10,8 % waren zwischen 18 und 24, 44,2 % zwischen 25 und 44, 20,0 % zwischen 45 und 64 und 8,2 % der Einwohner waren älter als 65 Jahre. Das Medianalter lag bei 35 Jahren. Das Medianeinkommen pro Haushalt lag bei 44.877 US-Dollar. 6,3 % der Einwohner Atticas lebten unterhalb der Armutsgrenze.

## Sehenswürdigkeiten
In Attica stehen zwei Gebäude und zwei Bezirke unter Denkmalschutz und wurden in das National Register of Historic Places aufgenommen.
- Der Attica Market and Main Historic District umfasst 23 Gebäude in der Innenstadt von Attica, die zwischen 1827 und 1915 errichtet wurden. Der Bezirk wurde am 1. Mai 2013 in das NRHP aufgenommen. Der Exchange Street Historic District wurde am 21. November 2012 im NRHP registriert und umfasst zwölf Gebäude, die nach dem Stadtbrand von 1877 errichtet wurden.
- Das Augustus A. Smith House ist ein im Jahr 1890 gebautes Haus im sogenannten Queen-Anne-Stil. Es wird seit dem 27. Juni 2007 im NRHP gelistet.
- Das Gebäude des Postamtes von Attica wurde zwischen 1936 und 1937 als Projekt der Works Progress Administration gebaut und wurde von Louis A. Simon entworfen. Das Haus aus Ziegeln wird der Colonial-Revival-Architektur zugerechnet. Die Poststelle steht seit dem 17. November 1988 unter Denkmalschutz.

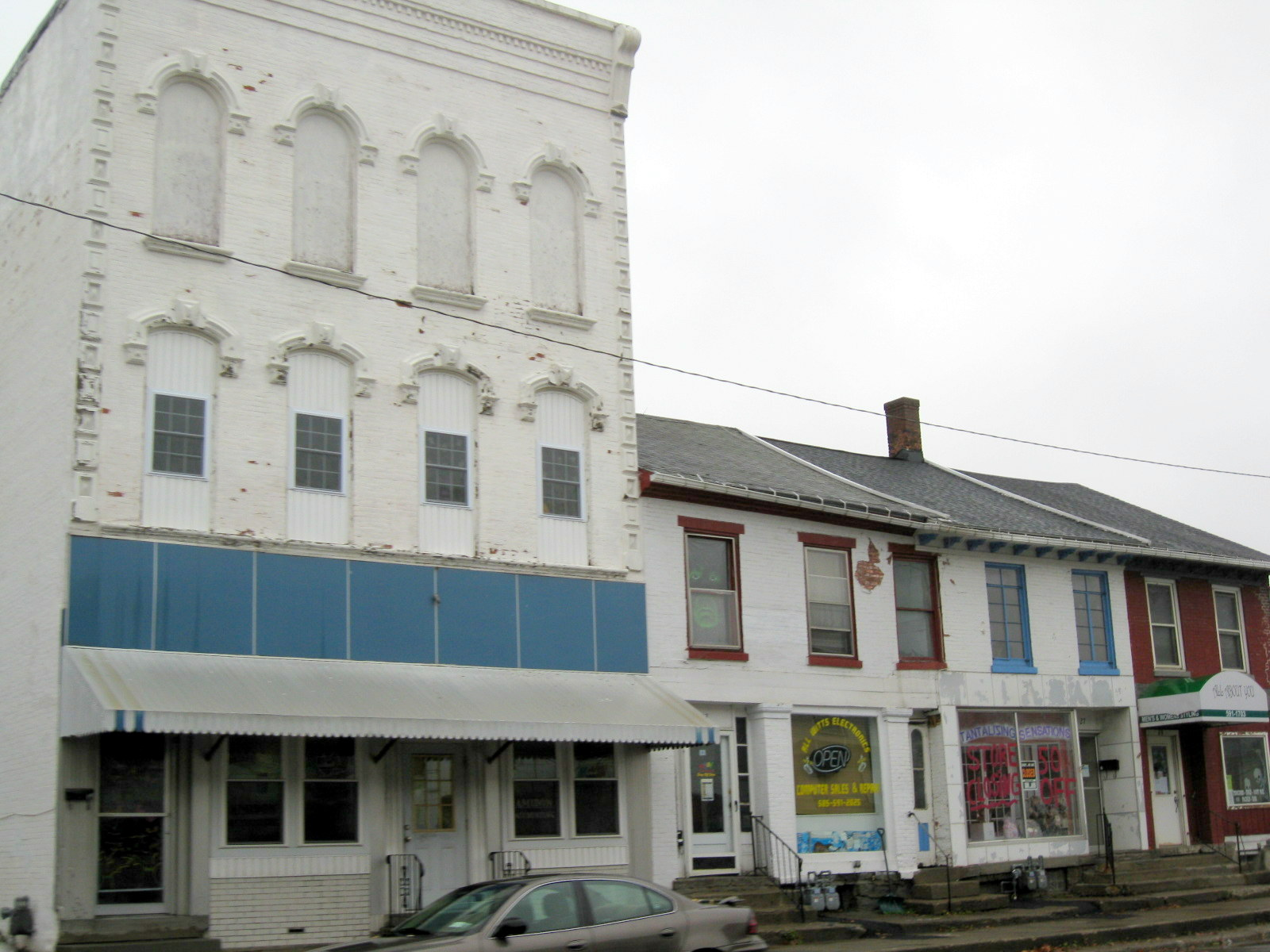
Attica Main Historic District
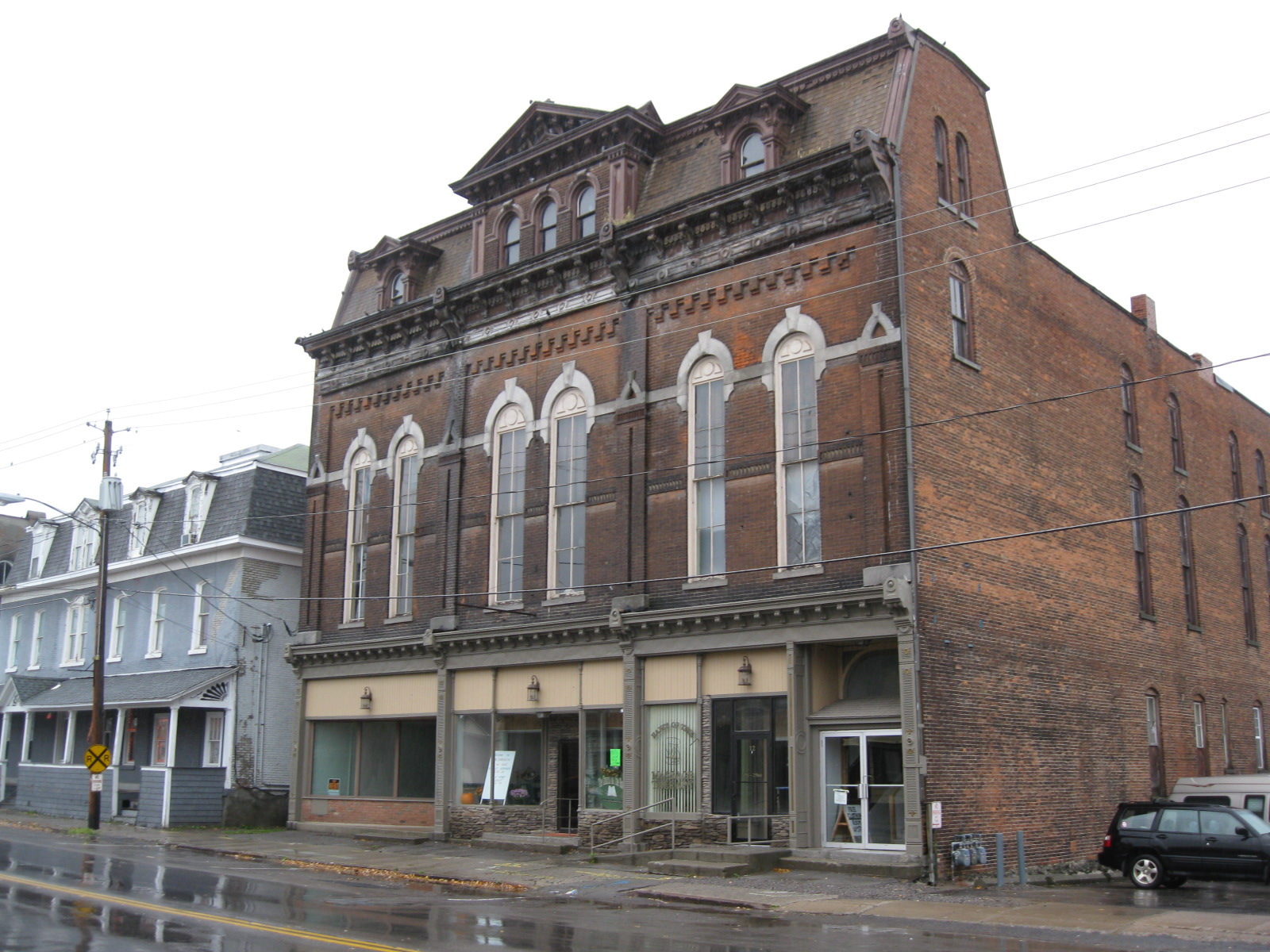
Williams Opera House
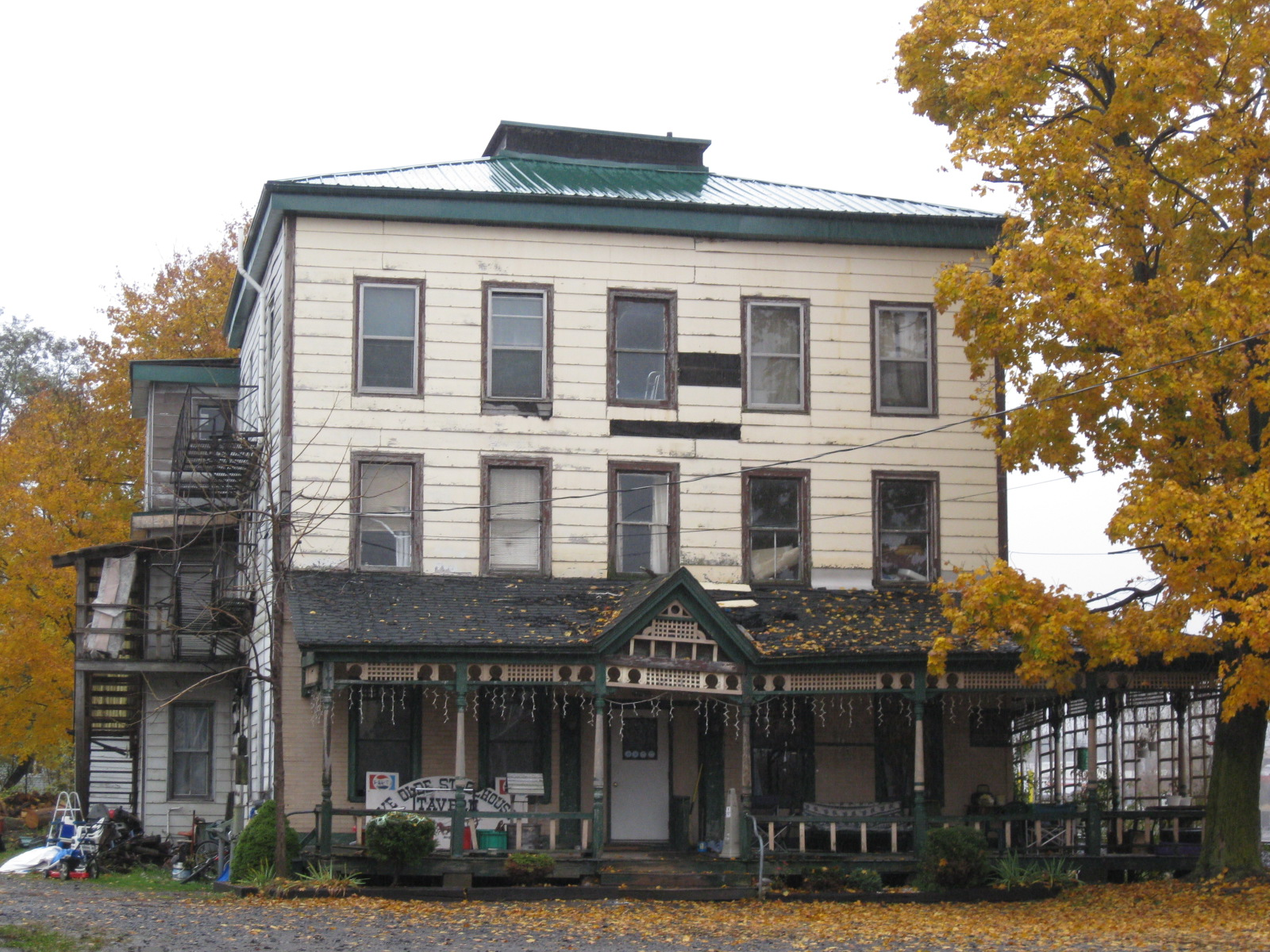
Western Hotel
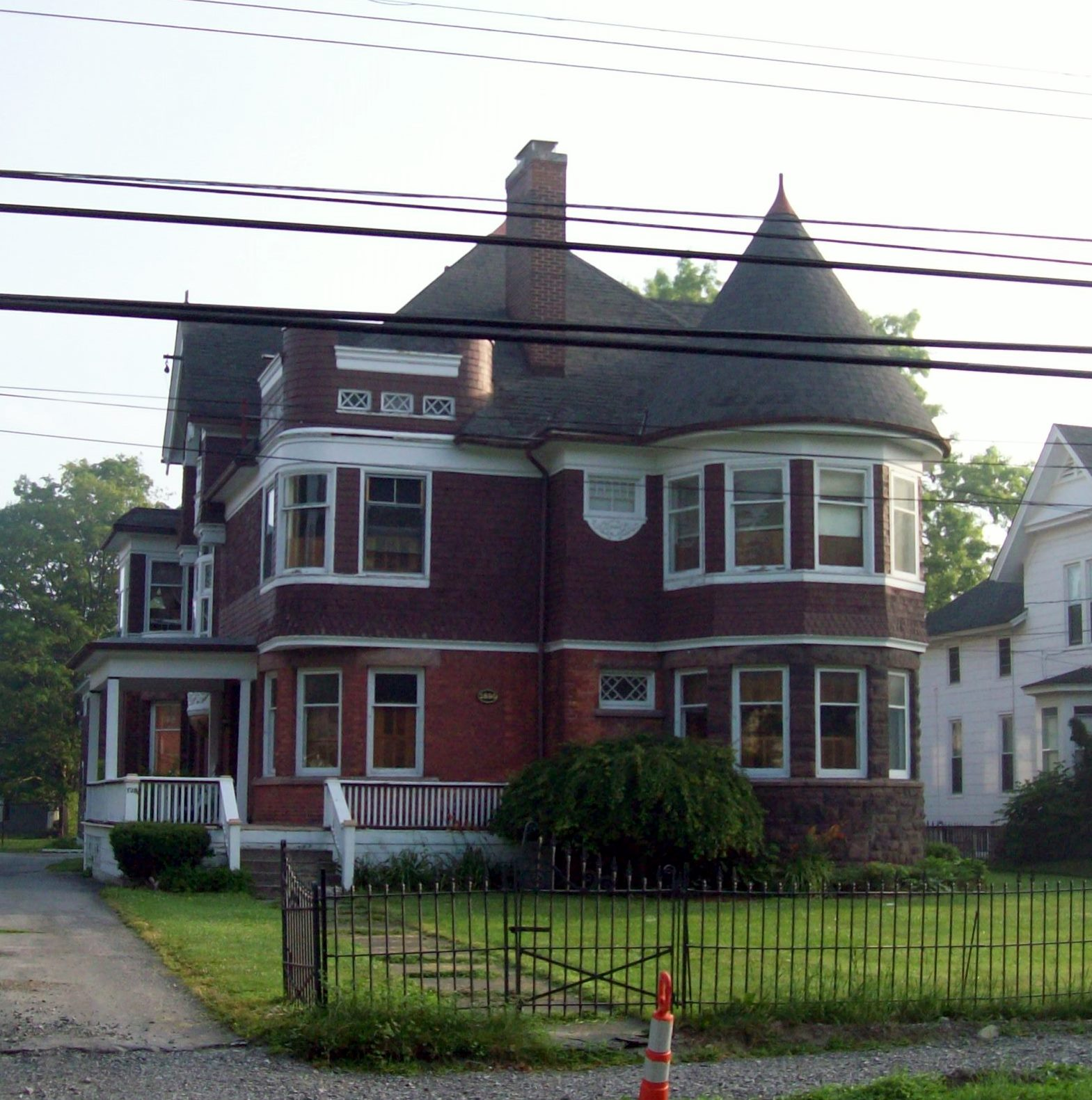
Augustus A. Smith House
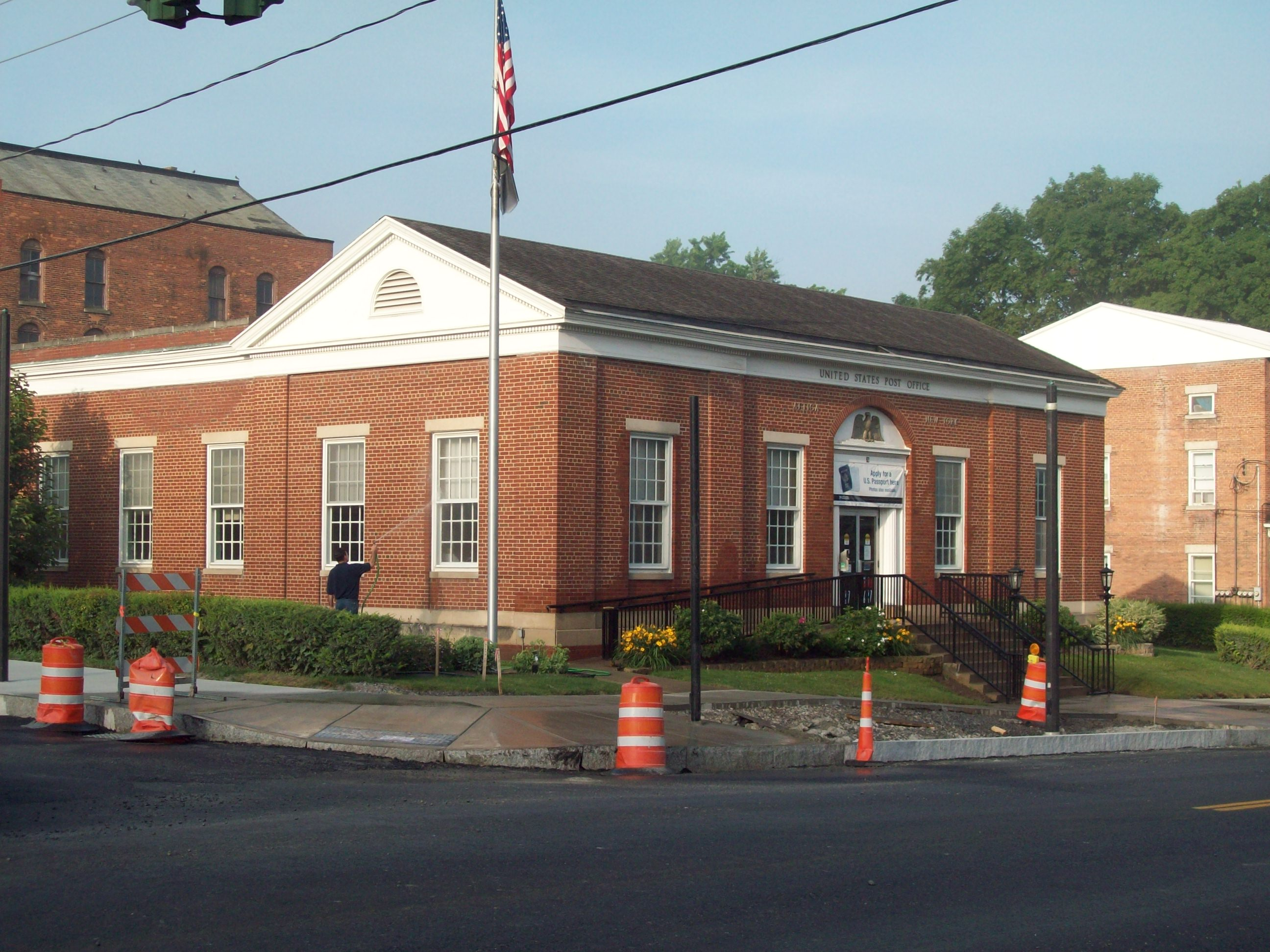
Postbüro

## Persönlichkeiten

### Söhne und Töchter der Stadt
- Thomas M. Cooley (1824–1898), Jurist
- Robert S. Stevens (1824–1893), Politiker
- Charles B. Benedict (1828–1901), Politiker
- Harold C. Ostertag (1896–1985), Politiker
- Leo Richard Smith (1905–1963), Geistlicher
- George Seligman (1927–2024), Mathematiker

### Persönlichkeiten, die vor Ort gewirkt haben
- Harvey Putnam (1793–1855), Politiker, in Attica gestorben
- George Gilbert Hoskins (1824–1893), Politiker, in Attica gestorben
- Edmund Francis Gibbons (1868–1964), Geistlicher, zwischen 1904 und 1915 Pfarrer in Attica